# Condado de Marion (Alabama)
El condado de Marion (en inglés: Marion County), es un condado del estado estadounidense de Alabama que fue fundado en 1818 y se le llamó Marion en honor al general Francis Marion. En el año 2000 tenía una población de 31.214 habitantes con una densidad de población de 8 personas por km². La sede del condado es Hamilton.

## Geografía
Según la oficina del censo el condado tiene una superficie total de 1927 km² (744 mi²), de los que 1919 km² (740,9266409266 mi²) son tierra y 5 km² (1,9 mi²) (0,29%) son agua.

### Condados adyacentes
- Condado de Franklin - norte
- Condado de Winston - este
- Condado de Walker - sureste
- Condado de Fayette - sur
- Condado de Lamar - suroeste
- Condado de Monroe - suroeste
- Condado de Itawamba - oeste

### Principales carreteras y autopistas
- Interestatal 22
- U.S. Autopista 43
- U.S. Autopista 78
- U.S. Autopista 278
- Carretera estatal 17
- Carretera estatal 19
- Carretera estatal 44
- Carretera estatal 74

### Transporte por ferrocarril
Las compañía que disponen de servicio son:
- Norfolk Southern Railway
- BNSF Railway

## Demografía
Según el 2000 la renta per cápita media de los habitantes del condado era de 27 475 dólares y el ingreso medio de una familia era de 34 359 dólares. En el año 2000 los hombres tenían unos ingresos anuales 26 913 dólares frente a los 19 022 dólares que percibían las mujeres. El ingreso por habitante era de 15 321 dólares y alrededor de un 15,60% de la población estaba bajo el umbral de pobreza nacional.

## Ciudades y pueblos
- Bear Creek
- Brilliant
- Glen Allen (de modo parcial)
- Glen Mary
- Guin
- Gu-Win
- Hackleburg
- Haleyville (de modo parcial)
- Hamilton
- Winfield (de modo parcial)
- Yampertown (también conocida como Twin)